# Xã Nodaway, Quận Andrew, Missouri
Xã Nodaway (tiếng Anh: Nodaway Township) là một xã thuộc quận Andrew, tiểu bang Missouri, Hoa Kỳ. Năm 2010, dân số của xã này là 6.738 người.